# Mollie King
Mollie King (New York, 16 aprile 1895 – Fort Lauderdale, 28 dicembre 1981) è stata un'attrice statunitense del cinema muto.

## Biografia
Nata a New York nel 1895, fece il suo esordio sugli schermi nel 1916 in A Circus Romance, un film che aveva come protagonista Muriel Ostriche. All'epoca, New York era il centro dell'industria cinematografica e Mollie King vi intraprese la carriera di attrice che sarebbe durata fino a metà degli anni venti. Girò diciassette film. Nel 1917, fu la protagonista di The Mystery of the Double Cross, un serial in quindici episodi prodotto dall'Astra Film, una casa di produzione attiva dal 1915 al 1921 che produsse, sempre nel 1917, un altro serial, The Seven Pearls, di cui fu ancora protagonista Mollie King.

### Vita privata
Era sorella degli attori Nellie King e Charles King. Si sposò due volte: la prima - il 26 maggio 1919 - con Kenneth Dade Alexander, la seconda con Thomas Claffey.
Morì il 28 dicembre 1981 in Florida, a Fort Lauderdale, all'età di 86 anni.

## Filmografia
- A Circus Romance, regia di Charles M. Seay (1916)
- Woman's Power, regia di Robert Thornby (1916)
- Fate's Boomerang, regia di Frank H. Crane (1916)
- The Summer Girl, regia di Edwin August (1916)
- All Man, regia di Émile Chautard (1916)
- Kick In, regia di George Fitzmaurice (1917)
- The Mystery of the Double Cross, regia di William J. Parke e Louis J. Gasnier
- Blind Man's Luck, regia di George Fitzmaurice (1917)
- The On-the-Square Girl, regia di George Fitzmaurice (1917)
- The Seven Pearls, regia di Louis J. Gasnier e Donald MacKenzie
- Human Clay, regia di Wray Bartlett Physioc (1918)
- Suspense
- Greater Than Love, regia di John M. Stahl (1919)
- Women Men Forget, regia di John M. Stahl (1920)
- Suspicious Wives, regia di John M. Stahl (1921)
- Her Majesty, regia di George Irving (1922)
- Pied Piper Malone, regia di Alfred E. Green (1924)